# Tanarthrus brevipennis
Tanarthrus brevipennis es una especie de coleóptero de la familia Anthicidae.

## Distribución geográfica
Habita en América.